# Little Red Riding Hood's Zombie BBQ
Little Red Riding Hood's Zombie BBQ est un jeu vidéo de type shoot 'em up développé par EnjoyUp et édité par Gammick Entertainment, sorti en 2008 sur Nintendo DS et DSiWare.

## Système de jeu
Le joueur incarne le Petit Chaperon rouge dans un shoot 'em up à défilement vertical. Il doit tirer sur des zombies à l'aide de toute une panoplie d'armes à sa disposition.

## Accueil
- GameSpot : 5,5/10[1]
- IGN : 8,6/10[2]